# Emma Kawawada
Emma Kawawada (japanisch 川和田 恵真 Kawawada Ema; * 15. Oktober 1991 in der Präfektur Chiba, Japan) ist eine japanische Regisseurin, deren Film My Small Land bei der 72. Berlinale 2022 in der Sektion Generation Kplus teilnahm.

## Leben
Kawawada hat eine japanische Mutter und einen britischen Vater. Sie wuchs in Japan auf und studierte an der Waseda-Universität (早稲田大学 Waseda Daigaku) Film und Theater.

## Karriere
Emma Kawawada führte schon als Studentin Regie. Ihr von der Waseda-Universität produzierter Film Circle aus dem Jahr 2013 nahm am Waseda-Filmfest teil und gewann den zweiten Preis beim Tokyo Student Film Festival.
2014 begann Kawawada für BUN BUKU, die von dem japanischen Regisseur Hirokazu Koreeda geleitete Filmproduktionsfirma, zu arbeiten. Sie war Regieassistentin von Koreeda bei dessen Film The Third Murder (三度目の殺人, Sandome no Satsujin, Der Dritte Mörder). Anschließend war sie Regieassistentin in His Lost Name, dem ersten Film von Nanako Hirose, die ebenfalls bei Koreeda assistiert hatte.
Für das Drehbuch zu ihrem Filmprojekt My Small Land wurde Kawawada 2018 beim Asian Project Market in Korea mit dem ARTE International Preis ausgezeichnet. Dieser Preis fördert junge Filmtalente, um ihnen die Produktion eines eigenen Films zu ermöglichen. Für My Small Land fühlte sich Kawawada von Kes, einem Film des britischen Regisseurs Ken Loach, und dem Regisseur Koreeda inspiriert. My Small Land nahm an der 72. Berlinale 2022 in der Sektion Generation Kplus teil und hatte dort seine Weltpremiere am 12. Februar 2022. Er ist freigegeben ab 12 Jahren und kam im Mai 2022 in Japan in die Kinos.

## Filmografie
- 2013: Circle
- 2022: My Small Land (マイスモールランド) (Mein kleines Land)